# Helios St. Josefshospital Uerdingen

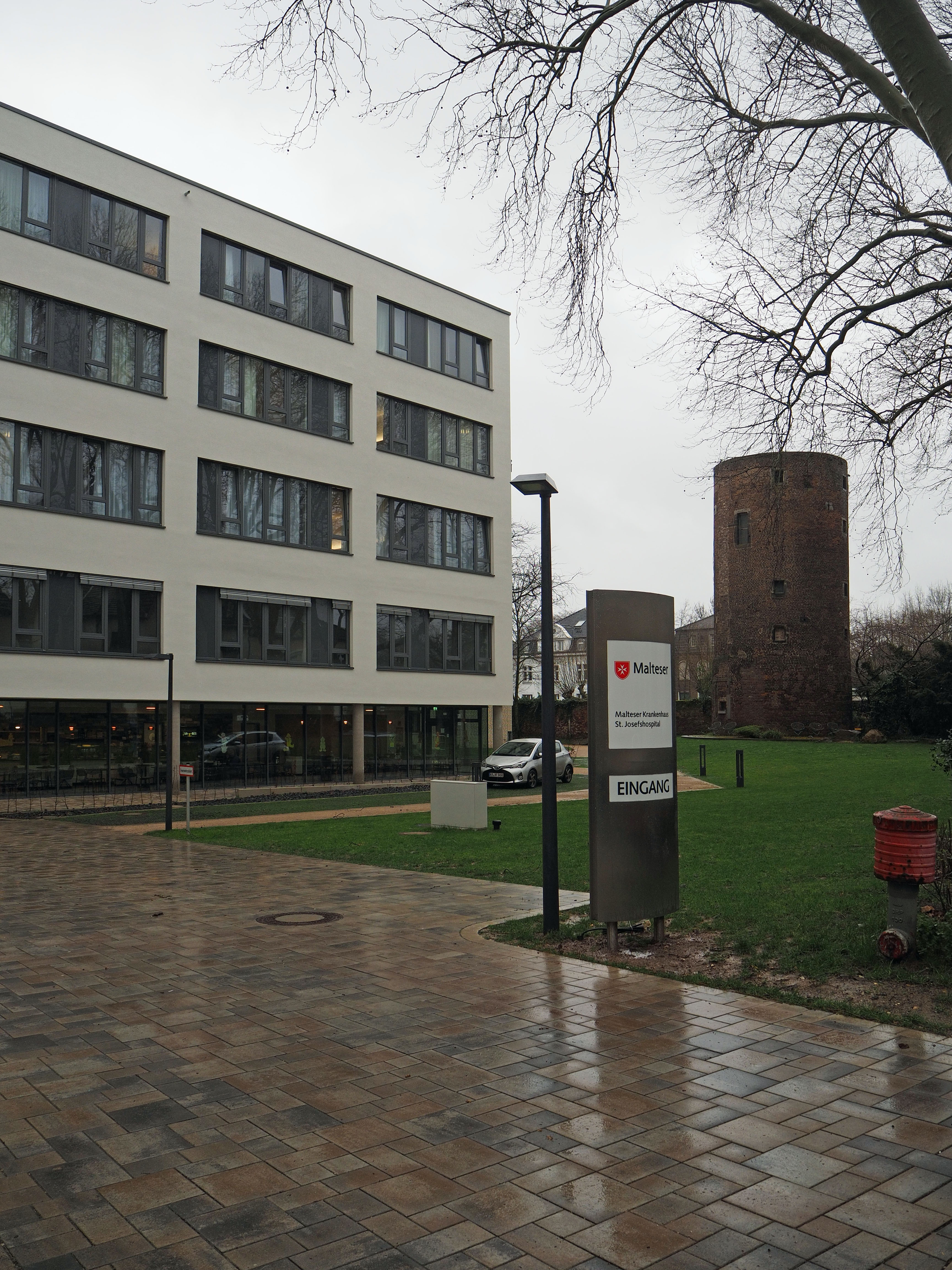
Helios St. Josefshospital Uerdingen, 2020

Das Helios St. Josefshospital Uerdingen ist ein ehemaliges Krankenhaus in Uerdingen, Krefeld. Es ist heute eine Betriebsstätte des Helios Klinikum Krefeld. Träger ist Klinikgruppe Helios.

## Geschichte
Der Grundstein des St.-Josefs-Hospital wurde am 25. Mai  1873 gelegt. Die Einweihung erfolgte am  18. August 1875. Das Gebäude verfügte über Wohnräume für die Schwestern, zwei großen Krankensäle, vier Zimmer für alte, alleinstehende Leute, zwei Besuchzimmer, zwei Badezimmer und Wohnräume für die Schwestern. 1886 errichtete man einen ersten großen Anbau. 1894 wurden im Speicher weitere acht Krankenzimmer errichtet. 1900 erweiterte man das Haus um eine Waschküche, ein Leichenhaus, einen Obduktionsraum und einen eigenen Desinfektionsraum. Eine Scharlach-Epidemie war Anlass für das 1910 eingeweihte Isolierhaus. 1912 wurde ein Erweiterungsbau auf dem Gelände der ehemaligen Schwengersschen Zuckerfabrik fertiggestellt.
Insbesondere in der Nacht vom 21. auf den 22. Mai 1943 trafen Bomben das Haus.
Das 1966 eröffnete neue Bettenhaus hatte 340 Plätze. Die katholische Kirchengemeinde übergab 2005 die Trägerschaft des Krankenhauses in die Hände der Franziskus-Stiftung Münster. Im Dezember 2011 wurde die Abteilung Geburtshilfe eingestellt. 2014 übernahm der Malteserorden das Haus. 2017 wurde ein neuer Bettentrakt errichtet. 2019 wurde das Haus von den Maltesern an Helios verkauft. 2022 entstanden zwei neue OP-Säle.
Seit Januar 2023 firmiert das Haus unter Helios Klinikum Krefeld.